# Carlo Alberto Brusa
Pour les articles homonymes, voir Brusa.
Carlo Alberto Brusa, parfois désigné par ses initiales CAB et surnommé L'avocat des footballeurs, est un avocat italien à la cour de Paris, notamment connu lors de la pandémie de Covid-19 pour ses positions en 2020 et 2021 contre le port du masque, les restrictions de liberté et la vaccination.

## Carrière
Le football représente environ 20 % de son activité. Au cours de sa carrière, il défend plusieurs personnalités de ce sport, à l'image de Zinédine Zidane, Didier Deschamps, Jérémy Ménez, Laurent Blanc ou encore Marcelo Bielsa. Mais c'est surtout sa défense de Franck Ribéry lors de l'affaire Zahia qui le propulse sur le devant de la scène médiatique. 
Parmi ses clients, il compte également le docteur Jean-François Sztermer, condamné dans l'affaire des surirradiés d'Épinal, le rubgyman Melvyn Jaminet, suspendu pour des propos racistes, et l'animateur de télévision et agent immobilier Stéphane Plaza, poursuivi pour des violences contre deux ex-compagnes.

## Candidatures électorales
En 2006, il se présente aux élections parlementaires italiennes sur une liste de Forza Italia, le parti de Silvio Berlusconi,. Il est candidat à la députation dans la répartition Europe (it) de la circonscription des Italiens de l'étranger (en). En 2013, il s'y représente, mais cette fois sous l'étiquette du Mouvement associatif des Italiens à l'étranger (MAIE), dont il est le responsable parisien. 

## Prises de position
Il se définit comme en « partie à gauche car il vient d'en bas » et en « partie à droite car il est conservateur ».
En 2019, il prend une position sur le média Russia Today en faveur du mouvement des Gilets jaunes. En avril 2020, il fonde Réaction 19, une association à l'origine de plusieurs plaintes contre les masques ou les vaccins, se positionnant ainsi au sein des mouvements d'opposition aux mesures de lutte contre la pandémie de Covid-19. Il est également un opposant au passe sanitaire français dont il est considéré comme une figure principale de sa contestation avec Fabrice Di Vizio.

## Désinformation pendant la pandémie de Covid-19
En novembre 2020, Carlo Alberto Brusa devient l'avocat des producteurs du film conspirationniste Hold-up. Par ailleurs, il a été l'avocat de Martine Wonner, et a contribué directement à la désinformation sur la pandémie de Covid-19, notamment à propos des masques et des vaccins,. Par exemple, Carlo Alberto Brusa prétend que les codes QR, utilisés pour les pass sanitaires, ont été créés à l'origine par les services de renseignement israéliens (Mossad). De même, dans une publication partagée sur le réseau Twitter, il prétend que la vaccination a entraîné près d'1,4 million d'effets secondaires indésirables, en citant de façon inexacte des chiffres du site EudraVigilance de l'Agence européenne des médicaments, qui recense les effets indésirables des médicaments.

## Accusations de fraude concernant l'élection présidentielle française de 2022
Le 29 avril 2022, il dépose un recours devant le Conseil constitutionnel pour contester la légalité du second tour de l'élection présidentielle, fondé notamment sur la « fraude constatée publiquement dans la gestion informatique et le décompte des voix ». Selon Le Monde, il motive notamment sa démarche « sur la foi de soupçons fantaisistes autour de l’hébergement aux Etats-Unis des données électorales ».

## Publications
- Pour un lendemain sans libertés volées, en collaboration avec Hervé Lozac'h, préface de Nicole Delépine, avant-propos de Martine Wonner, Paris, Éditions Trédaniel, 172 p., 2023  (ISBN 978-2813229595)